# William Palacios
William Palacios (nascido em 25 de fevereiro de 1964) é um ex-ciclista colombiano. Representou seu país, Colômbia, no ciclismo nos Jogos Olímpicos de Verão de 1984.